# Parallelia prouti
Parallelia prouti är en fjärilsart som beskrevs av Gustaaf Hulstaert 1924. Parallelia prouti ingår i släktet Parallelia och familjen nattflyn. Inga underarter finns listade i Catalogue of Life.